# Цариброд (улица във Варна)
 Тази статия е за улицата във Варна.  За града в Сърбия вижте Цариброд.  
„Цариброд“ е улица във Варна, намираща се в район Одесос. Тя свързва ул. „Девня“ на запад с ул. „Преслав“ на изток. Наречена е така през 1888 г. след Сръбско-българската война на името на града в Западните покрайнини, днес находящ се в Сърбия.

## История
Преди Освобождението улица „Цариброд“ е една от най-дългите улици във Варна и е с подчертано ориенталски вид. Западната ѝ част при брега на река Девня е наричан „Табахана“, тъй като там се щавят и обработват кожи. Улицата се заражда в някогашната „турска махала“ в ниската и предразположена към наводняване част на града и е средище на занаяти: обущарство, калпакчийство, абаджийство, сарачество, бъчварство и др.
Според изворите, през ноември 1888 г. улицата започва пред Железопътна гара Варна и завършва при Хотел "Търговский" на Балък пазар. По-голямата част от търговските обекти са на арменци, бежанци през 1896 г. от град Кайсери в Мала Азия, а някои са българи от Котел и други планински селища. Забележителни, но загубени сгради на ул. „Цариброд“ са двуетажният хотел „България“ с ресторант и кафене, и Беглишкият хамбар, издигнат на мястото на днешната градинка на ул. „Цар Симеон“ и турската баня „Ески хамам“. Други запазени до днес сгради, като проектираната от арх. Димитър Раделия през 1908 жилищно-търговската сграда, представляват архитектурен паметник. В местната преса са запазени сведения за ежедневния живот на улица "Царибродска".
През 80-те години на XX век, магазините на улицата са ремонтирани, като в повечето от тях започват да се продават различни стоки за дома, инструменти, бои, ВиК, строителни материали, аксесоари, електро и домакински уреди, мебели, железария, битова техника и т.н. По това време, сред жителите на Варна, става известна като улица Направи си сам.

## Обекти
Северна страна
- Джамия „Хайрие“

Южна страна
- Клуб-библиотека „Виделина“
- Българска народна банка – Варна
- Агенция по безопасност на храните – Варна